# Euriphene goniogramma
Euriphene goniogramma är en fjärilsart som beskrevs av Karsch 1894. Euriphene goniogramma ingår i släktet Euriphene och familjen praktfjärilar. Inga underarter finns listade i Catalogue of Life.